# Stephen King
Stephen Edwin King (Portland, 21 settembre 1947) è uno scrittore e sceneggiatore statunitense, uno dei più celebri autori di letteratura fantastica, in particolare horror, del XX e XXI secolo.

Firma di Stephen King

Scrittore molto prolifico, nel corso della sua carriera iniziata nel 1974 con Carrie, ha pubblicato circa novanta opere, anche con lo pseudonimo di Richard Bachman, fra romanzi e antologie di racconti, entrate spesso nella classifica dei best seller e vendendo oltre 500 milioni di copie.
Molti suoi racconti hanno avuto trasposizioni cinematografiche o televisive, dirette anche da autori come Stanley Kubrick, John Carpenter, Brian De Palma, David Cronenberg e George A. Romero. Pochi autori letterari, a parte Shakespeare, Agatha Christie o Arthur Conan Doyle, hanno ottenuto un numero paragonabile di adattamenti delle proprie opere.
Grazie al suo enorme successo popolare e per la capacità di raccontare l'infanzia nei propri romanzi è stato paragonato a Charles Dickens, paragone che lui stesso, nella prefazione a Il miglio verde, pubblicato a puntate nello stile di Dickens, ha sostenuto essere più adeguato per autori come John Irving o Salman Rushdie. È soprannominato "il Re del terrore" e "il Maestro del terrore". Fa parte del gruppo musicale, composto unicamente da scrittori, chiamato Rock Bottom Remainders.

## Biografia

### L'infanzia

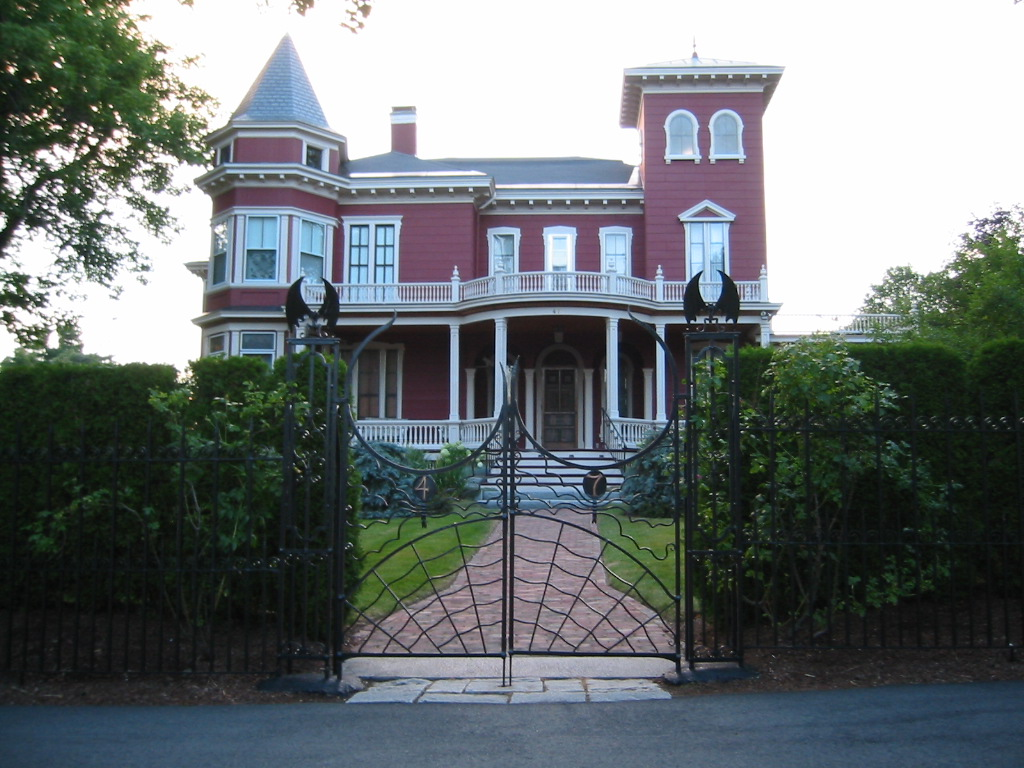
La casa di Stephen King a Bangor, nel Maine

Stephen King è nato il 21 settembre 1947 a Portland, nello Stato del Maine (USA). Suo padre, di origini scozzesi-irlandesi nato David Pollock, in seguito modificò il cognome in Donald Edwin King, impiegato della Electrolux, ex capitano della Marina Mercantile dal 1945 nella seconda guerra mondiale. Sua madre, Nellie Ruth Pillsbury King, era una casalinga di modeste origini. Ha un fratello maggiore, David Victor, adottato dai coniugi King il 14 settembre 1945.
Nel 1949 il padre, a causa di problemi familiari, uscì per una delle sue passeggiate e non fece più ritorno a casa. Questo evento segnerà profondamente il carattere del futuro scrittore, tanto che è possibile trovare, in numerosi romanzi, il difficile rapporto padre-figlio.
La famiglia iniziò così a spostarsi da un luogo all'altro: si stabilì per brevi periodi in Indiana, a Milwaukee, infine nuovamente nel Maine. La signora Nellie Ruth King in quegli anni e nei successivi fu spesso impegnata per quasi tutto il giorno in diversi lavori come stiratrice in una lavanderia, lavoratrice notturna in una panetteria, commessa e donna delle pulizie. Con il proprio lavoro riuscì comunque ad assicurare ai due figli una buona educazione, guidandoli all'ascolto di buona musica e alla letteratura, dando la possibilità a Stephen di provare a scrivere qualche storia horror. Di quegli anni Stephen King dirà "Non possedemmo mai un'automobile, ma non saltammo mai un pranzo".
L'infanzia di Stephen King venne segnata, oltre che dall'abbandono del padre, dalla morte di un suo amico. All'età di quattro anni, i due bambini erano impegnati a giocare nei pressi di una ferrovia, quando l'amico del futuro scrittore cadde sulle rotaie e venne travolto dal treno. Stephen, in stato confusionale, ritornò a casa senza ricordare quanto era successo.

### La scuola e le prime esperienze in campo letterario

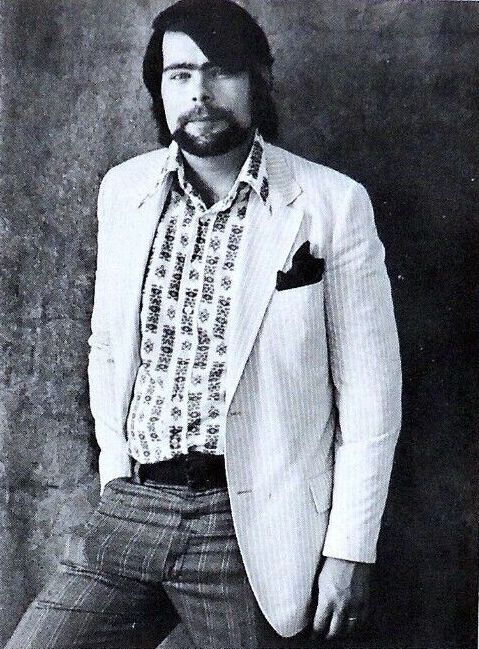
Stephen King nel 1974

King, iscritto in prima elementare, passa i primi nove mesi malato. Colpito prima dal morbillo, ebbe in seguito problemi con gola e orecchie. Curato da alcuni esperti, si ritira dalla scuola per volere di sua madre, passando diversi mesi in casa. È durante questo periodo che Stephen inizia a scrivere, copiando interamente fumetti ai quali aggiungeva descrizioni personali. Il suo primo racconto, completamente inventato da lui, trattava di quattro animali magici a bordo di una vecchia macchina, guidati da un enorme coniglio bianco, con il compito di aiutare i bambini.
Durante questo periodo inizia anche a leggere tutto ciò che gli interessa. A dieci anni, dopo avere visto un film sugli extraterrestri, scopre il genere horror. Due anni dopo rinviene nella soffitta della zia i libri del padre, appassionato di Edgar Allan Poe, Howard Phillips Lovecraft e Richard Matheson, nonché appassionato scrittore. Nel 1960 King invia il suo primo racconto a una rivista, la Spacemen, che si occupava di film di fantascienza, ma il suo scritto non verrà mai pubblicato.
Nel 1959 inizia a scrivere per un piccolo giornale, il Dave's Rag, giornale prodotto dal fratello maggiore di King in tiratura limitata e distribuito a vicini di casa e coetanei.
All'età di circa dieci anni si stabilisce con la famiglia a Durham, nel Maine. Frequenta la Lisbon Fall High School, nella vicina Lisbon Falls. La sua passione per i film dell'orrore e per la letteratura lo spingeranno a scrivere diversi racconti, spesso delle semplici trasposizioni dei film visti al drive-in. Questi racconti vengono letti fra i suoi amici di scuola, grazie all'utilizzo del ciclostile del Dave's Rag. Sarà il film Il pozzo e il pendolo tratto dal racconto di Poe a ispirare King che, tornato a casa, realizzerà una trasposizione dello stesso. Prodotta poi in una quarantina di copie, la vende il giorno successivo a scuola, ma gli insegnanti, una volta scoperto, lo obbligheranno a restituire i soldi.
Dopo due anni alla Lisbon High School viene nominato direttore del giornale scolastico The Drum, in coppia a Danny Emond. Il giornale avrà scarso successo, ma costerà una punizione a Stephen King, che, annoiato dai soliti articoli, ha l'idea di realizzare un giornale umoristico prendendo in giro i vari professori. The village vomit, nuovo nome del giornale, tra gli studenti ha successo, ma costerà a King una punizione di una settimana. Al termine della stessa il giovane scrittore verrà contattato da un vero giornale, il Lisbon Enterprise, settimanale di Lisbon. Inizierà qui a scrivere sugli incontri sportivi, apprendendo tecniche per una buona scrittura.
Nel 1966 viene pubblicato sulla fanzine Comics Review il suo primo racconto, intitolato "I Was a Teenage Grave Robber", poi successivamente pubblicato dal curatore editoriale, Marv Wolfman, con il titolo "In a Halfworld of Terror" sulla rivista Tales of Suspense. Rimane l'unica storia scritta da King per una fanzine.

### Università e prime opere
Si diploma nel 1966. A Orono studia letteratura inglese presso l'Università del Maine, dove cura per oltre due anni una rubrica regolare sul giornale universitario Maine Campus, intitolata King's Garbage Truck. Per mantenersi agli studi lavora sia durante l'anno scolastico che durante le vacanze estive. Nel 1967, a 19 anni, vende per la prima volta, a 35 dollari, un racconto a una rivista professionale: si tratta di The Glass Floor, pubblicato da Robert Lowndes su Startling Mistery Stories. Nel frattempo, tra i 16 e i 22 anni, scrive quattro romanzi, ma non vengono pubblicati. Nell'estate del 1969, lavorando nella biblioteca dell'università, conosce Tabitha Jane Spruce, poetessa e laureanda in storia, che sposa il 2 gennaio 1971 a Old Town.

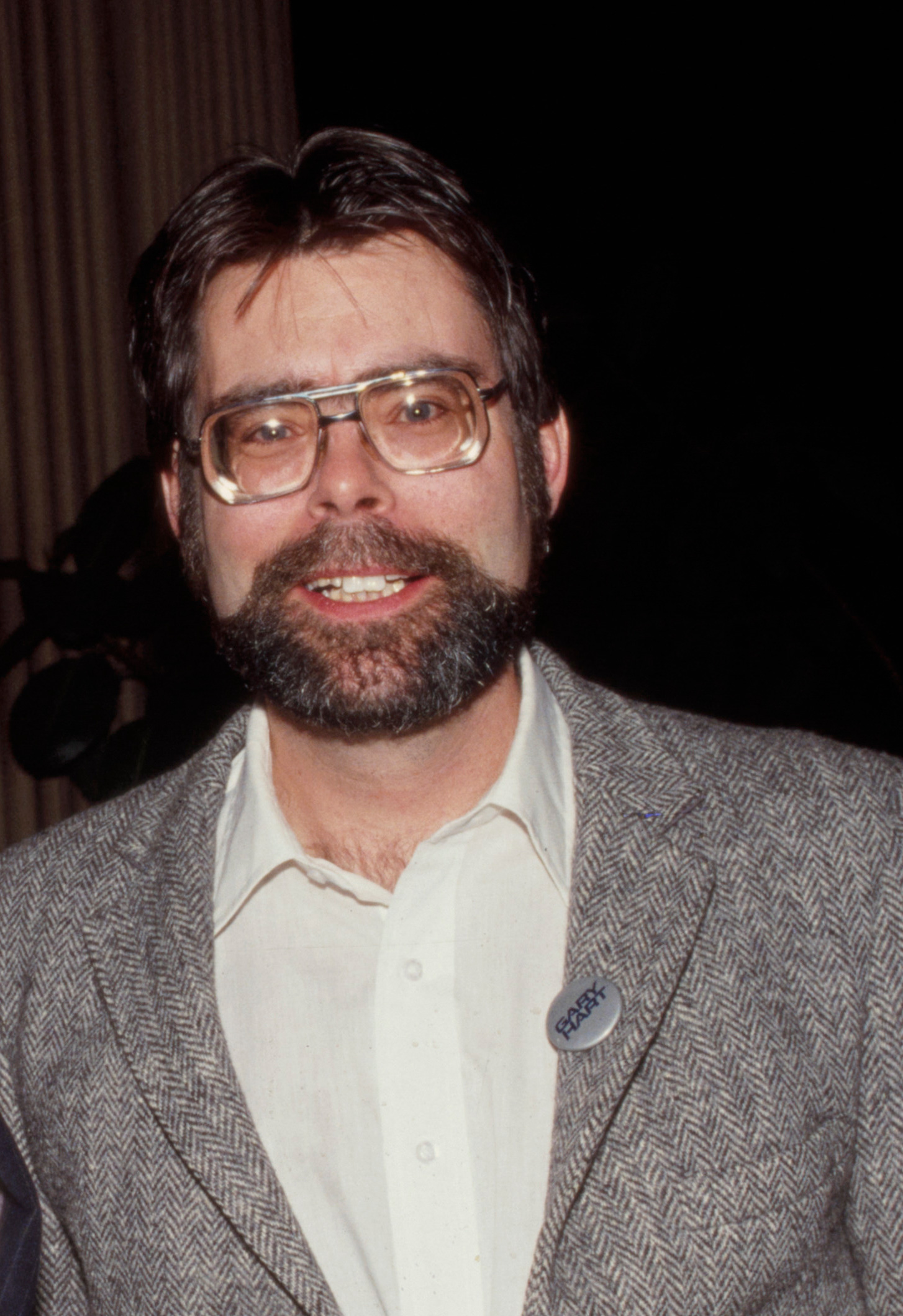
Stephen King nel 1984

Nel 1970, dopo la laurea, ottiene il certificato per l'insegnamento alle scuole superiori, ma per circa un anno è costretto a svolgere le più diverse occupazioni (benzinaio, spazzino, bibliotecario e inserviente in una lavanderia industriale di Bangor, arrivando a suo stesso dire a un passo dai gradini più bassi della società) prima di diventare alla fine del 1971 insegnante di lettere alla Hampden Academy di Hampden, nel Maine. Dopo la nascita della figlia Naomi Rachel nel 1970 King si trasferisce e inizia a scrivere L'uomo in fuga (The Running Man). Nel 1972 nasce un altro figlio, Joseph Hillstrom. Da qui in poi seguono molti problemi, economici e di salute, legati alla dipendenza dall'alcool. King integra il precario bilancio familiare vendendo racconti a riviste maschili come Cavalier, Dude e Gent. La maggior parte di questi saranno poi raccolti in A volte ritornano (Night Shift), la sua prima antologia di narrativa breve, pubblicata nel 1978.

### L'esordio conCarrie, gli anni ottanta e il successo
Dopo tre precedenti tentativi falliti, King raggiunge finalmente la pubblicazione di un proprio romanzo nel 1974 con Carrie. L'autore ha sempre sostenuto che fu la moglie Tabitha a incoraggiarlo per farlo visionare a una casa editrice, in quanto lui non riponeva in questa storia particolare fiducia di successo. Acquistato dalla casa editrice Doubleday per 2500 $, il romanzo passa inosservato nell'edizione rilegata, ma ottiene un successo enorme con l'edizione economica, superando il milione di copie vendute. Grazie alla sua quota sia per i diritti dell'edizione economica, sia per la trasposizione cinematografica, l'autore può permettersi di abbandonare l'insegnamento per dedicarsi a tempo pieno alla scrittura.
I successivi Le notti di Salem ('Salem's Lot) (1975) e Shining (The Shining) (1977) sono dei successi ancora maggiori: il primo vende oltre tre milioni di copie, il secondo supera i quattro milioni. Nel giro di quattro anni il non ancora trentenne King è passato dal sopravvivere con il modesto stipendio di insegnante da 6000 $ annui a guadagnare milioni con i diritti d'autore e i diritti cinematografici. Nel 1978 pubblica anche L'ombra dello scorpione (The Stand), romanzo che si rifà al racconto Risacca notturna, contenuto nella sua prima raccolta di racconti A volte ritornano (Night Shift). Inoltre nel 1990 esce una seconda edizione del romanzo, un'edizione "integrale", dove sono presenti anche alcune parti che nella prima edizione erano state eliminate a causa dell'eccessiva lunghezza del libro.
Nel 1977 esce Ossessione (Rage), primo romanzo scritto con lo pseudonimo di Richard Bachman. Questo pseudonimo viene usato da King per uscire dal suo stile di scrittura e inventarsi delle storie diverse da quelle che aveva pubblicato normalmente (anche se in realtà sono molteplici i motivi che hanno spinto King a usare uno pseudonimo). Ossessione venne scritto da King nel 1966, molto prima del suo libro di debutto Carrie, ma il romanzo rimase inedito fino al 1977. Nel 1996, dopo quasi vent'anni, King accetta di ritirare delle stampe Ossessione a causa della strage a Moses Lake, dove uno studente, Barry Loukaitis, uccise due studenti e un professore di algebra con un fucile. Il ragazzo citò anche una frase presente nel libro di King. L'anno dopo, il 1º dicembre 1997, Micheal Carneal, studente di una scuola a West Paducah, nel Kentucky, sparò a tre studenti e venne ritrovata una copia di Ossessione dentro il suo armadietto. A seguito di questo triste episodio di cronaca, King ritirò dal commercio il romanzo, pur non avendo alcuna colpa di quanto accaduto.
Nel 1981, nella sua casa a Bangor, comincia a scrivere un romanzo che oggi viene ricordato come uno dei migliori romanzi nella storia dell'horror: It. King finisce la scrittura del romanzo nel 1985 e il libro esce in America nel 1986. Durante questi quattro anni, King pubblicherà L'uomo in fuga (The Running Man), scritto nel 1970, e L'occhio del male (Thinner) (questi pubblicati con lo pseudonimo di Richard Bachman), Christine - La macchina infernale (Christine), Unico indizio la luna piena (Cycle of the Werewolf), Il talismano (The Talisman) (scritto insieme a Peter Straub) e Pet Sematary.
Ma è proprio in questo periodo di crescente successo e di affermazione personale che la madre di King muore di cancro, evento che causa nello scrittore seri problemi di dipendenza da alcool e cocaina, arrivando persino a pronunciare il discorso di addio, al funerale della madre, da ubriaco. La sua tossicodipendenza venne a lungo sottovalutata, perché non incideva in alcun modo nella sua creatività, e solo nel 1987, anno di pubblicazione di Misery e Le creature del buio (The Tommyknockers), l'intervento di familiari e amici diede inizio a un faticoso processo di disintossicazione, che durerà oltre un anno.
Negli anni ottanta King è ormai diventato una star della cultura popolare, paragonabile alla figura di Steven Spielberg in campo cinematografico. In questi anni lui stesso confessa anche il suo debito nei confronti dello scrittore Shane Stevens, dichiarando che il proprio romanzo La metà oscura (The Dark Half) è anche un omaggio allo stesso Stevens. Nel 1989 fa un piccolo cameo nel film Cimitero vivente, trasposizione cinematografica del suo romanzo Pet Sematary.

### Gli anni novanta
Gli anni novanta sono un decennio di grande attività per King. Nel 1990 pubblica la sua quarta raccolta di racconti, Quattro dopo mezzanotte (Four Past Midnight). Nella raccolta sono presenti quattro racconti: I langolieri, Finestra segreta, giardino segreto, Il poliziotto della biblioteca, Il fotocane. Nel 1995 il racconto I langolieri divenne una miniserie TV; da Finestra segreta, giardino segreto è stato tratto un film nel 2004 interpretato da Johnny Depp e diretto da David Koepp. Intanto al cinema esce Misery non deve morire, adattamento dell'omonimo romanzo del 1987. Il film si rivela un successo e vince anche un Oscar.
Il fotocane fece da "prequel" al romanzo Cose preziose (Needful Things), uscito nel 1991 e divenuto un film nel 1993. Nello stesso anno esce anche Terre desolate (The Waste Lands), terzo capitolo della serie della Torre Nera.
Nel 1992 King rivoluziona il suo modo di scrivere e le storie che racconta. Infatti escono Dolores Claiborne, thriller psicologico che si discosta dalle opere di King in quanto è narrato in prima persona con un inglese che a volte appare sgrammaticato, è scritto sotto forma di monologo continuo senza essere diviso né da linee bianche né da interruzioni di capitolo; e Il gioco di Gerald (Gerald's Game), dove King abbandona il filone horror e si cimenta in una storia dal carattere onirico, in cui l'introspezione psicologica della protagonista costituisce la parte principale della narrazione. Di entrambi i libri furono tratti dei film: Il gioco di Gerald uscì nel 2017 nella piattaforma Netflix, mentre da Dolores Claiborne fu tratto L'ultima eclissi nel 1995, interpretato da Kathy Bates (già protagonista di Misery non deve morire del 1990, per la quale vinse l'oscar alla migliore attrice).
Nel 1993 esce la quinta raccolta di racconti Incubi & deliri (Nightmare & Dreamscapes), contenente 24 opere e dedicata allo scrittore Thomas Williams. Con questa raccolta King completa una sorta di trilogia formata da A volte ritornano, Scheletri (Skeleton Crew) e Incubi & deliri dove King racchiude i suoi migliori racconti e le sue migliori novelle. Dalla raccolta furono tratti due film (The Night Flier, nel 1997, ispirato al racconto Volatore notturno e Dolan's Cadillac del 2009 che si rifà al racconto La cadillac di Dolan) mentre alcuni racconti vennero adattati per creare delle sceneggiature, divennero parte di alcune serie tv.
Nel 1994 esce Insomnia, fantasy che si ricollega alla serie della Torre Nera. La storia si ambienta a Derry, città dove vengono ambientati anche It e il racconto Finestra segreta, giardino segreto; vi si ritrova anche il personaggio di Mike Hanlon, uno dei protagonisti di It.
Nel 1995 esce Rose Madder, romanzo che si basa sulle violenze domestiche e che prende spunto dalla mitologia greca (più precisamente alle Erinni). Nel romanzo viene citato Paul Sheldon, protagonista di Misery.
Nel 1996 escono Il miglio verde (The Green Mile), romanzo originariamente pubblicato a puntate e poi pubblicato in un unico volume – libro vincitore del premio Bram Stoker di quell'anno; I vendicatori, pubblicato con lo pseudonimo di Richard Bachman, dove appare il personaggio di Cynthia Smith (personaggio di Rose Madder); e Desperation, che si può definire romanzo "gemello" de I vendicatori dato che i due libri condividono la maggior parte dei personaggi. Nel 1999 esce il film Il miglio verde, adattamento dell'omonimo libro, diretto da Frank Darabont, che aveva già portato al cinema Le ali della libertà e che, nel 2007, ha diretto The mist (entrambi i film furono adattamenti di racconti di King).
Nel 1997 esce La sfera del buio (Wizard and Glass), quarto capitolo della Torre Nera. Inoltre viene trasmessa un nuovo adattamento del romanzo Shining. King scrive una sceneggiatura per adattare il libro in una miniserie tv di tre puntate, dove vengono fatte vedere molte più parti presenti nel libro ma che furono tagliate nel famoso film di Kubrick del 1980. King è presente nella miniserie in un cameo dove indossa i panni di un direttore d'orchestra.
Nel 1998 esce Mucchio d'ossa (Bag of Bones), romanzo che interrompe il rapporto dello scrittore con la casa editrice Viking Press, che pubblicava i romanzi di King da oltre vent'anni. Nello stesso anno esce al cinema L'allievo, adattamento del racconto Un ragazzo sveglio contenuto in Stagioni diverse (Different Seasons).
Nel 1999, oltre all'uscita al cinema del già citato Il miglio verde, escono altri tre libri: Cuori in Atlantide (Hearts in Atlantis), sesta raccolta di racconti, La bambina che amava Tom Gordon (The Girl Who Loved Tom Gordon) e La tempesta del secolo (Storm of the Century).

### 1999: l'incidente
Nell'estate del 1999, dopo avere riposto momentaneamente nel cassetto il romanzo Buick 8 (From a Buick 8), iniziato nel corso della primavera e che richiedeva un certo lavoro di ricerca, King riprende in mano il saggio sulla scrittura, On Writing: Autobiografia di un mestiere (On Writing: A Memoir of the Craft), iniziato a fine 1997 e messo da parte nei primi mesi del 1998, con l'intenzione di dedicare l'intera estate a completarlo.
Il 18 giugno 1999 inizia a scrivere la parte principale del saggio, Sullo scrivere. Il pomeriggio del 19 giugno, intorno alle quattro pomeridiane, intraprende la sua abituale camminata di sei chilometri nei dintorni di Center Lovell, nel Maine occidentale, per un tratto lungo la Route 7, la strada che collega Bethel e Fryeburg, quando Bryan Smith, un quarantaduenne con dozzine di precedenti incidenti stradali, alla guida di un minivan Dodge blu, distratto dal suo rottweiler, saltato sul sedile posteriore, travolge in pieno lo scrittore mentre camminava sul ciglio della strada.
Trasportato in un primo momento al Northern Cumberland Hospital di Bridgton viene poi trasferito in elicottero al Central Maine Medical Center di Lewiston. A King vengono diagnosticati una serie di gravi traumi fisici: polmone destro lacerato, arto inferiore destro fratturato in più tratti, fratture di ginocchio e anca, fratture multiple della colonna vertebrale, fratture di quattro coste e lacerazione del cuoio capelluto. Esce dall'ospedale il 9 luglio, dopo tre settimane di ricovero.
Dopo avere accettato in un primo momento le scuse dell'investitore, King decide di denunciarlo per fargli ritirare la patente e di acquistarne il veicolo per 1600 $, nella prospettiva di sfasciarlo una volta recuperate le forze fisiche.
Le sette operazioni chirurgiche necessarie per guarire e la lunga e dolorosa convalescenza interrompono la proverbiale disciplina dello scrittore, non più in grado di lavorare ininterrottamente quattro ore ogni mattina per scrivere ogni giorno 2 500 parole.
Dopo aver preso la decisione di ritirarsi, King ricomincia a scrivere all'inizio del 2000.

### 2000–2012

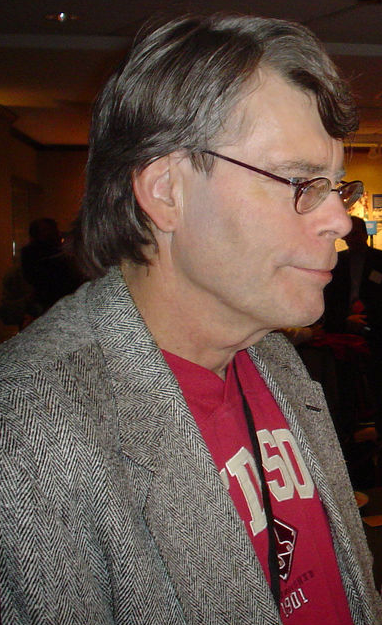
Stephen King nel 2005

Nel 2000 King pubblica su internet un romanzo a puntate, The Plant. Visto l'insuccesso, soprattutto economico poiché molte sono le persone che scaricano i nuovi capitoli senza pagarli, abbandona il progetto. Inoltre esce On Writing: Autobiografia di un mestiere, libro a metà tra un'autobiografia ed un manuale di scrittura.
Nel 2002, sulla rivista Entertainment Weekly, per la quale fino al 2003 scrive la rubrica, The Pop of King, annuncia di volere smettere di pubblicare, anche se non forse di scrivere. Ritorna però sui suoi passi e pubblica Buick 8, suo 35º romanzo, iniziato prima dell'incidente; e Tutto è fatidico (Everything's Eventual), la sua settima raccolta di racconti.
Nell'ottobre del 2005 King firma per la Marvel Comics una trasposizione a fumetti della serie La torre nera, intitolata La nascita del pistolero. La serie, basata sulle vicende di un giovane, Roland Deschain, venne diretta da Robin Furth e illustrata da Jae Lee, vincitore dell'Eisner Award, con dialoghi di Peter David. La prima uscita viene pubblicata il 7 febbraio 2007 negli Stati Uniti, e nel marzo dello stesso anno vendette oltre 200 000 copie. In Italia la serie venne pubblicata mensilmente a partire dalla fine dell'agosto 2007, per un totale di quattro albi.
Sempre nel 2007 King venne premiato con il Mystery Writers of America Grand Master.
Annunciato precedentemente per il 21 giugno 2007, King pubblica il 2 ottobre 2007 il romanzo Blaze, scritto negli anni settanta sotto lo pseudonimo Richard Bachman ma mai pubblicato. Lo scrittore ha anche terminato il romanzo Duma Key, uscito a gennaio 2008, scrivendo un musical assieme a John Mellencamp intitolato Ghost Brothers Of Darkland County, spettacolo debuttato il 4 aprile 2012. Il 21 ottobre 2008 esce la sua nona raccolta di racconti, Al crepuscolo (Just After Sunset), contenente tredici storie. A distanza di un anno dalla pubblicazione del suo ultimo libro il 20 ottobre 2009 verrà pubblicato il romanzo The Dome (Under the Dome), idea a cui King lavorava già negli anni ottanta, ma che non aveva mai portato a termine.
Nel marzo del 2011 annuncia, tramite il suo sito ufficiale, la pubblicazione di due nuovi libri. 22/11/'63 (11/22/63), romanzo che tratta il tema dei viaggi nel tempo e dell'assassinio di John Fitzgerald Kennedy, pubblicato l'8 novembre 2011. Il 13 novembre 2012 esce un altro volume legato alla serie La torre nera, intitolato La leggenda del vento (The Wind Through the Keyhole) inserito negli eventi temporali tra il quarto e quinto volume e che, come tutti i volumi della saga, è stato tradotto da Tullio Dobner.

### 2013–2022
Il 4 giugno 2013 è uscito negli USA il romanzo Joyland, uscito in contemporanea in Italia.
Il 20 settembre dello stesso anno è uscito negli USA il romanzo horror Doctor Sleep, una sorta di sequel di Shining con un Danny Torrance adulto come protagonista. L'uscita in Italia avviene il 28 gennaio 2014.
Il 3 giugno 2014 è uscito negli USA il romanzo poliziesco Mr. Mercedes, uscito in Italia il 30 settembre 2014: si tratta del primo capitolo di una trilogia, come confermato dallo stesso King tramite il proprio profilo Twitter.
L'11 novembre 2014 è uscito negli USA il romanzo Revival. In Italia è uscito il 17 marzo 2015.
Nell'estate del 2015, negli USA, avviene la pubblicazione del secondo capitolo della trilogia di Mr. Mercedes, intitolata Finders Keepers, il cui titolo italiano è Chi perde paga, e la cui pubblicazione in Italia avviene il 22 settembre 2015.
Il 3 novembre 2015 in USA viene pubblicata la raccolta di racconti The Bazaar of Bad Dreams, tradotta in italiano in Il bazar dei brutti sogni e uscita nel marzo 2016.
Il 21 aprile 2015, durante un evento al St. Francis College, King ha annunciato il terzo e ultimo capitolo della trilogia di Mr. Mercedes, intitolato End of Watch, uscito negli USA il 7 giugno 2016 e in Italia l'11 ottobre 2016 con il titolo Fine turno.
Nel giugno 2016 King ha annunciato la pubblicazione del romanzo Sleeping Beauties scritto insieme a suo figlio Owen King. È stato pubblicato negli USA il 26 settembre 2017 e in Italia il 21 novembre 2017. Nel 2018 esce prima La scatola dei bottoni di Gwendy (Gwendy's Button Box) e poi The Outsider. In quest’ultimo romanzo fa il suo ritorno Holly Gibney, personaggio che appare per la prima volta in Mr. Mercedes e poi nel resto della trilogia di Bill Hodges.
Il 10 settembre 2019 viene pubblicato in Italia, in contemporanea con gli USA, il romanzo dal titolo L'istituto (The Institute).
Il 12 maggio 2020 esce una raccolta di racconti intitolata Se scorre il sangue (If It Bleeds).
Il 3 agosto 2020 ha annunciato la pubblicazione del romanzo Later. È uscito negli USA il 2 marzo 2021 per la casa editrice Hard Case Crime.
Il 28 gennaio 2021 è stato annunciato il romanzo Billy Summers, pubblicato il 3 agosto 2021 negli Stati Uniti.
Il 6 settembre 2022 viene pubblicato il romanzo horror/fantasy Fairy Tale.
Il 2 marzo 2022, durante il podcast The Kingcast, annuncia di aver scritto un nuovo romanzo intitolato Holly. Il 22 marzo dell'anno successivo sul sito dell'autore viene ufficialmente annunciata la data di pubblicazione di suddetto romanzo. Holly è uscito nelle librerie il 5 settembre del 2023.
Il 6 novembre 2023, tramite Entertainment Weekly, viene annunciata la raccolta di racconti You like it darker, che sarà pubblicata il 21 maggio dell'anno seguente. In detta raccolta è presente il racconto Serpenti a sonagli, il sequel di Cujo.

## Opere

### Romanzi
- 1974 – Carrie, Milano, Sonzogno, 1977.
- 1975 – Le notti di Salem ('Salem's Lot), Milano, Sonzogno, 1979.
- 1977 – Shining (The Shining), Milano, Sonzogno, 1978 col titolo Una splendida festa di morte.
- 1977 – Ossessione (Rage), Milano, Sonzogno, 1988 – con lo pseudonimo Richard Bachman.
- 1978 – L'ombra dello scorpione (The Stand), Milano, Sonzogno, 1983.
- 1979 – La lunga marcia (The Long Walk), Collana Urania, Milano, A. Mondadori, 1985 – con lo pseudonimo Richard Bachman.
- 1979 – La zona morta (The Dead Zone), Milano, Sperling & Kupfer, 1981.
- 1980 – L'incendiaria (Firestarter), Milano, Sperling & Kupfer, 1982.
- 1981 – Uscita per l'inferno (Roadwork), Milano, Sonzogno, 1987 – con lo pseudonimo Richard Bachman.
- 1981 – Cujo, Milano, Sperling & Kupfer, 1983.
- 1982 – L'uomo in fuga (The Running Man), Collana Urania, Milano, A. Mondadori, 1984 – con lo pseudonimo Richard Bachman.
- 1983 – Christine - La macchina infernale (Christine), Milano, Sperling & Kupfer, 1984.
- 1983 – Pet Sematary, Milano, Sperling & Kupfer, 1985.
- 1983 – Unico indizio la luna piena (Cycle of the Werewolf), Milano, Longanesi, 1986.
- 1984 – Il talismano (The Talisman), Milano, Sperling & Kupfer, 1986 - scritto con Peter Straub.
- 1984 – Gli occhi del drago (The Eyes of the Dragon), Milano, Sperling & Kupfer, 1988.
- 1984 – L'occhio del male (Thinner), Milano, Sonzogno, 1986 – con lo pseudonimo Richard Bachman.
- 1986 – It, Milano, Sperling & Kupfer, 1987.
- 1987 – Misery, Milano, Sperling & Kupfer, 1988.
- 1987 – Le creature del buio (The Tommyknockers), Milano, Sperling & Kupfer, 1989.
- 1989 – La metà oscura (The Dark Half), Milano, Sperling & Kupfer, 1990.
- 1991 – Cose preziose (Needful Things), Milano, Sperling & Kupfer, 1992.
- 1992 – Il gioco di Gerald (Gerald's Game), Milano, Sperling & Kupfer, 1993.
- 1992 – Dolores Claiborne, Milano, Sperling & Kupfer, 1994.
- 1994 – Insomnia, Milano, Sperling & Kupfer, 1995.
- 1995 – Rose Madder, Milano, Sperling & Kupfer, 1996.
- 1996 – Il miglio verde (The Green Mile: The Complete Serial Novel), Milano, Sperling & Kupfer, 2000.
- 1996 – I vendicatori (The Regulators), Milano, Sperling & Kupfer, 1997 – con lo pseudonimo Richard Bachman.
- 1996 – Desperation, Milano, Sperling & Kupfer, 1997.
- 1998 – Mucchio d'ossa (Bag of Bones), Milano, Sperling & Kupfer, 1999.
- 1999 – La tempesta del secolo (Storm of the Century), Milano, Sperling & Kupfer, 2000.
- 1999 – La bambina che amava Tom Gordon (The Girl Who Loved Tom Gordon), Milano, Sperling & Kupfer, 1999.
- 2001 – L'acchiappasogni (Dreamcatcher), Milano, Sperling & Kupfer, 2001.
- 2001 – La casa del buio (Black House), Milano, Sperling & Kupfer, 2002 – scritto con Peter Straub.
- 2002 – Buick 8 (From a Buick 8), Milano, Sperling & Kupfer, 2003.
- 2005 – Colorado Kid (The Colorado Kid), Milano, Sperling & Kupfer, 2005.
- 2006 – Cell, Milano, Sperling & Kupfer, 2006.
- 2006 – La storia di Lisey (Lisey's Story), Milano, Sperling & Kupfer, 2006.
- 2007 – Blaze, Milano, Sperling & Kupfer, 2007 – con lo pseudonimo Richard Bachman.
- 2008 – Duma Key, Milano, Sperling & Kupfer, 2008.
- 2009 – The Dome (Under the Dome), Milano, Sperling & Kupfer, 2009.
- 2011 – 22/11/'63 (11/22/63), Milano, Sperling & Kupfer, 2011.
- 2013 – Joyland, Milano, Sperling & Kupfer, 2013.
- 2013 – Doctor Sleep, Milano, Sperling & Kupfer, 2014.
- 2014 – Mr. Mercedes, Milano, Sperling & Kupfer, 2014.
- 2014 – Revival, Milano, Sperling & Kupfer, 2015.
- 2015 – Chi perde paga (Finders Keepers), Milano, Sperling & Kupfer, 2015.
- 2016 – Fine turno (End of Watch), Milano, Sperling & Kupfer, 2016.
- 2017 – La scatola dei bottoni di Gwendy (Gwendy's Button Box), Milano, Sperling & Kupfer, 2018 – scritto con Richard Chizmar.
- 2017 – Sleeping Beauties, Milano, Sperling & Kupfer, 2017 – scritto con Owen King.
- 2018 – The Outsider, Milano, Sperling & Kupfer, 2018.
- 2018 – Elevation, Milano, Sperling & Kupfer, 2019.
- 2019 – L'Istituto (The Institute), Milano, Sperling & Kupfer, 2019.
- 2021 – Later, Milano, Sperling & Kupfer, 2021.
- 2021 – Billy Summers, Milano, Sperling & Kupfer, 2021.
- 2022 – L'ultima missione di Gwendy (Gwendy's Final Task), Milano, Sperling & Kupfer, 2022 - scritto con Richard Chizmar.
- 2022 – Fairy Tale, Milano, Sperling & Kupfer, 2022.
- 2023 – Holly, Milano, Sperling & Kupfer, 2023.
- 2025 – Never Flinch - La lotteria degli innocenti (Never Flinch), Milano, Sperling & Kupfer, 2025.

### Raccolte di racconti
- 1978 – A volte ritornano (Night Shift), Milano, Sonzogno, 1981.[44]
- 1982 – Stagioni diverse (Different Seasons), Milano, Sperling & Kupfer, 1987.
- 1985 – Scheletri (Skeleton Crew), Milano, Sperling & Kupfer, 1989.
- 1990 – Quattro dopo mezzanotte (Four Past Midnight), Milano, Sperling & Kupfer, 1991.
- 1993 – Incubi & deliri (Nightmares & Dreamscapes), Milano, Sperling & Kupfer, 1994.
- 1999 – Cuori in Atlantide (Hearts in Atlantis), Milano, Sperling & Kupfer, 2000.
- 2002 – Tutto è fatidico (Everything's Eventual), Milano, Sperling & Kupfer, 2002.
- 2008 – Al crepuscolo (Just After Sunset), Milano, Sperling & Kupfer, 2008.
- 2009 – Stephen King Goes to the Movies, Milano, Sperling & Kupfer, 2009.
- 2010 – Notte buia, niente stelle (Full Dark, No Stars), Milano, Sperling & Kupfer, 2010.
- 2015 – Il bazar dei brutti sogni (The Bazaar of Bad Dreams), Milano, Sperling & Kupfer, 2016.
- 2020 – Se scorre il sangue (If It Bleeds), Milano, Sperling & Kupfer, 2020.
- 2024 – You Like It Darker - Salto nel buio (You Like It Darker), Milano, Sperling & Kupfer, 2024.

### SerieLa Torre Nera
- 1982 – L'ultimo cavaliere (The Dark Tower: The Gunslinger), Milano, Sperling & Kupfer, 1989.[45]
- 1987 – La chiamata dei tre (The Dark Tower II: The Drawing of the Three), Milano, Sperling & Kupfer, 1990.
- 1991 – Terre desolate (The Dark Tower III: The Waste Lands), Milano, Sperling & Kupfer, 1992.
- 1997 – La sfera del buio (The Dark Tower IV: Wizard and Glass), Milano, Sperling & Kupfer, 1998.
- 2003 – I lupi del Calla (The Dark Tower V: Wolves of the Calla), Milano, Sperling & Kupfer, 2003.
- 2004 – La canzone di Susannah (The Dark Tower VI: Song of Susannah), Milano, Sperling & Kupfer, 2004.
- 2004 – La Torre Nera (The Dark Tower VII: The Dark Tower), Milano, Sperling & Kupfer, 2004.
- 2012 – La leggenda del vento (The Dark Tower: The Wind Through the Keyhole), Milano, Sperling & Kupfer, 2012.
- 2016 – Charlie Ciu-Ciu (Charlie the Choo-Choo), Milano, Sperling & Kupfer, 2017 libro per bambini con lo pseudonimo Beryl Evans.

### Non-fiction
- 1981 – Danse macabre, Roma, Theoria, 1985 - studio sul genere horror in letteratura, cinema e televisione.[46]
- 1988 – Nightmares in the Sky: Gargoyles and Grotesques - fotografie di f-stop Fizgerald, introduzione e commento di Stephen King.
- 1994 – Mid-Life Confidential: The Rock Bottom Reminders Tour America With Three Chords and an Attitude - raccolta di aneddoti.
- 2000 – On Writing: Autobiografia di un mestiere (On Writing: A Memoir of the Craft), Milano, Sperling & Kupfer, 2001 - autobiografia e manuale di scrittura.
- 2000 – Secret Windows: Essays and Fiction on the Craft of Writing - raccolta di articoli e interviste.
- 2004 – Faithful - con Stewart O'Nan.
- 2005 – Futuro dizionario d'America (The Future Dictionary of America)[47] - co-compilatore.
- 2016 – Hearts in Suspension - saggio dell'autore sul suo periodo all'Università del Maine.

### Poesie
- 2013 – L'uomo in nero (The Dark Man), Milano, Sperling & Kupfer, 2023.

### E-book
- 2000 – Riding the Bullet - Passaggio per il nulla (Riding the Bullet), Milano, Sperling & Kupfer, 2000, anche cartaceo in Superbestseller n.815; in seguito incluso nella raccolta di racconti Tutto è fatidico.
- 2000 – The Plant - incompiuto.
- 2009 – Ur - disponibile esclusivamente in digital download per Amazon Kindle, solo in lingua inglese; in seguito incluso nella raccolta di racconti Il bazar dei brutti sogni.
- 2011 – Miglio 81 (Mile 81)[48] - disponibile esclusivamente in digital download; in seguito incluso nella raccolta di racconti Il bazar dei brutti sogni.
- 2012 – Un volto tra la folla (A Face in the Crowd) - scritto in collaborazione con Stewart O'Nan. Disponibile in Italia dal 29 aprile 2014 in digital download.
- 2013 – Nell'erba alta (In the Tall Grass - Part I & II) - scritto in collaborazione con il figlio Joe Hill. Pubblicato nei numeri di giugno/luglio e agosto 2012 della rivista Esquire Magazine, disponibile in Italia il 13 dicembre 2013 esclusivamente in digital download. È stato pubblicato in formato cartaceo nel 2019 nella raccolta di Joe Hill A tutto gas.
- 2015 – Bikers (Throttle) - scritto in collaborazione con il figlio Joe Hill. Pubblicato la prima volta nella raccolta di racconti Lui è leggenda (2011). È stato ripubblicato in formato cartaceo nel 2019 nella raccolta di Joe Hill A tutto gas.
- 2018 – The Sun Dog - disponibile esclusivamente in digital download il 4 settembre 2018; originariamente pubblicato nella raccolta Quattro dopo mezzanotte.
- 2018 – The body - disponibile in italiano esclusivamente in digital download il 4 settembre 2018; originariamente pubblicato nella raccolta Stagioni diverse.
- 2018 – The Langoliers - disponibile in italiano esclusivamente in digital download il 4 settembre 2018; originariamente pubblicato nella raccolta Quattro dopo mezzanotte.
- 2018 – Low man in yellow coats- disponibile in italiano esclusivamente in digital download il 4 settembre 2018; originariamente pubblicato nella raccolta Cuori in Atlantide.
- 2018 – The Mist - disponibile in italiano esclusivamente in digital download il 4 settembre 2018; originariamente pubblicato nella raccolta Scheletri.
- 2018 – Laurie (racconto che anticipa The Outsider) disponibile esclusivamente e gratuitamente in digital download per Amazon kindle il 21 Settembre 2018. In seguito incluso nella raccolta di racconti You Like It Darker - Salto nel buio.

### Altri
- 1982 – Creepshow.
- 1997 – Six Stories.
- 2010 – Blockade Billy.
- 2013 – Guns. Contro le armi, Napoli, Marotta e Cafiero, 2021.

### Opere inedite

#### Romanzi
- 1963 – The Aftermath - romanzo inedito, è il primo romanzo scritto da King ai tempi del college.[49][50]
- 1964 – The Star Invaders - romanzo inedito.
- 1970 – Sword in the Darkness - romanzo inedito.
- 1974 – The House on Value Street - romanzo inedito mai completato.
- 1976 – Welcome to Clearwater - romanzo inedito mai completato.
- 1976 – The Corner - romanzo inedito mai completato.
- 1977 – Wimsey - romanzo inedito mai completato.
- 1983 – The Leprechaun - romanzo inedito mai completato.
- 1983 – The Cannibals - romanzo inedito mai completato, è stato poi rielaborato nel romanzo The Dome.[51]
- 1984 – Keyholes - romanzo inedito mai completato.
- 1987 – Phil and Sundance - romanzo inedito mai completato.

#### Sceneggiature
- Cat's Eye - sceneggiatura del film L'occhio del gatto (1985).
- The Sleepwalkers - sceneggiatura del film I sonnambuli (1992).
- Chinga - sceneggiatura di un episodio della serie TV X-Files (1998).
- Michael Jackson's Ghosts - sceneggiatura co-scritta con la popstar Michael Jackson per il videoclip, appunto Michael Jackson's Ghosts, di quest'ultimo (1997).

### Racconti pubblicati su riviste
- The Glass Floor (1967) - pubblicato sulla rivista Startling Mystery Stories nel numero di autunno, è il primo racconto da professionista di King.
- Slade (1970) - pubblicato sulla rivista studentesca The Maine Campus in otto parti.
- The Blue Air Compressor (1971) - pubblicato sulla rivista Onan del mese di gennaio.
- Weeds (1976) - pubblicato sulla rivista Cavalier del mese di maggio e presente in forma di fumetto su Creepshow con il titolo The Lonesome Death of Jordy Verrill inedito in Italia.
- The King Family and the Wicked Witch (1977) - pubblicato sulla rivista Flint del mese di agosto.
- Man with a Belly (1978) - pubblicato sulla rivista Cavalier del mese di dicembre.
- The Crate (1979) - presente nel fumetto Creepshow inedito in Italia.
- Before the Play (1982) - prologo inutilizzato; narra i fatti accaduti all'Overlook Hotel prima dell'arrivo della famiglia Torrance.
- Skybar (1982) - parte di un racconto breve.
- For the Birds (1986).
- Jonathan and the Witchs (1993) - scritto nel 1956.
- The Killer (1994) - scritto nella metà degli anni sessanta.
- The Old Dude's Ticker (2000) - scritta agli inizi degli anni settanta.
- The Furnace (2005) - parte di un racconto breve.
- The Rock and Roll Dead Zone (2012) - originariamente in e-book, poi pubblicato nel numero di giugno 2013 della rivista Hard Listening.
- Laurie (2018).

### Racconti pubblicati su antologie con altri autori
Antologie di autori vari che contengono racconti di Stephen King (solo titoli usciti in Italia):
- Horroriana (1979): I figli del granturco, contenuto in A volte ritornano con il titolo I figli del grano.
- Tre storie del soprannaturale (1985): I Fornit, contenuto in Scheletri con il titolo La ballata della pallottola flessibile.
- Racconti fantastici del '900 - volume secondo (1987): La ballata della pallottola flessibile contenuto in Scheletri.
- Il colore del male (1989 – The Dark Descent, 1987): Lo stretto, La scimmia, contenuti in Scheletri e Crouch End contenuto in Incubi & deliri.
- Visioni della notte (1989 – Night Visions 5, 1988): I reploidi (The Reploids), inedito in raccolte monotematiche di Stephen King, Scarpe da tennis e Dedica, contenuto in Incubi & deliri.
- Ombre (1990 – Shadows, 1978): Nona, contenuto in Scheletri.
- Orrore a Crouch End (1990 – New Tales of Cthulhu Mythos, 1980): Orrore a Crouch End, contenuto in Incubi & deliri con il titolo Crouch End.
- In principio era il male (1990 – Prime Evil, 1988): Il Succhiatore Volante, contenuto in Incubi & deliri con il titolo Il volatore notturno.
- La finestra e altre storie dell'orrore dal «Magazine of Fantasy & SF» (1991 – The Best Horror Stories from the Magazine of Fantasy & Science Fiction, Vol. I, 1989): La notte della tigre, inedito in raccolte monotematiche di Stephen King.
- Vampire (1991 – Vamps: An Anthology of Female Vampire Stories, 1987): Alla salute della strada, contenuto in A volte ritornano.
- Se mi tocchi ho un brivido (1992 – I Shudder at Your Touch, 1991): Le rivelazioni di Becka Paulson (The Revelations of Becka Paulson), inedito in raccolte monotematiche di Stephen King.
- Artigli e fusa (1993 – Magicats!, 1984): Il gatto infernale, raccolto in Al crepuscolo con il titolo Il gatto del diavolo.
- I mille volti del terrore (1994 – The Year's Best Horror Stories: Series VI, 1978): I figli del grano, contenuto in A volte ritornano.
- La scimmia (1994 – The Year's Best Horror Series IX, 1981): La scimmia, contenuto in Scheletri.
- Popsy e altri racconti (1995 – Masques II, 1987): Popsy, contenuto in Incubi & deliri.
- Le case del brivido (1995 – House Shudders, 1987): L'Uomo Nero, contenuto in A volte ritornano con il titolo Il baubau.
- Il libro dei morti viventi (1995 – Book of the Dead, 1989): Parto in casa, contenuto in Incubi & deliri.
- L'orrore del buio (1996 – The Year's Best Horror Stories XIII, 1995): La scorciatoia della signora Todd (Mrs. Todd shortcut), contenuto in Scheletri.
- Presenze inquietanti - Racconti fantastici del novecento (1996): Popsy, contenuto in Incubi & deliri.
- Dark Love (1997 — Dark Love, 1995): Colazione al “Gotham Café”, contenuto in Tutto è fatidico con il titolo Pranzo al “Gotham Café”.
- L'ora della paura (1997 – The Year's Best Horror XVI, 1988): Popsy, contenuto in Incubi & deliri.
- Orrori e incubi (1998 – The Year's Best Horror Stories: Series VII, 1979): La notte della tigre (The Night of the Tiger), inedito in raccolte monotematiche di Stephen King.
- Psychos (1998 – Psychos, 1997): Autopsia 4 (Authopsy Room Four), contenuto in Tutto è fatidico.
- Gatti da brivido (1998 – Twists of the Tale, 1996): Il gatto che venne dall'inferno, raccolto in Al crepuscolo con il titolo Il gatto del diavolo.
- 999 - Racconti inediti per un millennio da brivido (1999 – 999, 1999): Il virus della strada va a Nord, contenuto in Tutto è fatidico.
- La danza delle tenebre (1999 – Dancing in the dark, 1997): Zio Clayton (Uncle Clayton), inedito in raccolte monotematiche di Stephen King (si tratta in realtà di un estratto di un'intervista rilasciata dall'autore alla rivista Playboy nel 1983).
- Ai confini dell'orrore (1999 – The Year's Best Horror Stories: Series XII, 1984): Il camion dello zio Otto contenuto in Scheletri.
- La maledizione del Vampiro (2000 – The Vampire Omnibus, 1995): I Vampiri di Salem's Lot contenuto in A volte ritornano con il titolo Il bicchiere della staffa.
- Bentornato, Sherlock Holmes! (2000): Un caso per il dottor Watson contenuto in Incubi & deliri con il titolo Il caso del dottore.
- L'orrore di Cthulhu (2001 – Tales of the Cthulhu Mythos, 1990): Jerusalem's Lot, contenuto in A volte ritornano.
- Brividi d'autore (2001 – Master's choice, 1999): La festa di nozze o Marcia nuziale (The Wedding Gig) contenuto in Scheletri.
- Legends. Primo Volume (2001 – Legends: Short Novels by the Masters of Modern Fantasy, 1998): Le piccole sorelle di Eluria, contenuto in Tutto è fatidico.
- Jeffery Deaver presenta Suspense - i più bei racconti gialli degli ultimi cento anni (2002 – A Century of Great Suspense Stories, 2001): Quitters, Inc., contenuto in A volte ritornano.
- La super raccolta di storie d'avventura (2004, McSweeney's Mammoth Treasury of Thrilling Tales, 2003): La storia di Gray Dick, tratto dal romanzo della serie La Torre Nera V: I lupi del Calla.
- Deviazioni - volume 4 (2006): Le voci delle cose, contenuto in Al crepuscolo con il titolo Le cose che hanno lasciato indietro.
- The Dark Side (2006): Il sogno di Harvey, contenuto in Al crepuscolo.
- Lui è leggenda (2011 – He is Legend, 2009): A tutto gas (Throttle), Stephen King e Joe Hill. Pubblicato successivamente come e-book Bikers (2015).
- Le cronache di Harris Burdick (2012 – The Chronicles of Harris Burdick, 2011): La casa di Maple Street, contenuto in Incubi & deliri.
- Ombre (2017 – In Sunlight or In Shadow, 2016): La sala della musica, inedito in altre raccolte di Stephen King.
- Odio volare (2018 – Flight or Fright, 2018): L'esperto di turbolenze (The Turbulence Expert), contenuto in You Like It Darker - Salto nel buio
- La piuma magica di Gwendy (Gwendy's Magic Feather, 2019) romanzo scritto insieme a Richard Chizmar (I ed. it. Milano, Sperling & Kupfer, 2020).
- Il 43esimo sogno (1966): pubblicato per la prima volta su The drum, rivista realizzata da King ai tempi dell'Università; pubblicato in Italia su Il Venerdì di Repubblica del 24 ottobre 2010 all'interno di un'intervista.[senza fonte]
- Il compressore ad aria blu: pubblicato su Shining in the dark nel 2018.
- Willie lo strambo e altre storie (2022): contenuto in You Like It Darker - Salto nel buio.

## Riconoscimenti
Elenco dei premi vinti:
- Alex Awards 2009: Al crepuscolo.
- American Library Association Best Books for Young Adults
  - 1978: Le notti di Salem
  - 1981: L'incendiaria
- Balrog Awards 1980: A volte ritornano
- Black Quill Awards 2009: Duma Key
- British Fantasy Society Awards
  - 1981: per grande contribuzione al genere
  - 1987: It
  - 1992: Cujo
  - 1999: Mucchio d'ossa
  - 2005: La Torre Nera
- Deutscher Phantastik Preis Awards
  - 2000: Cuori in Atlantide
  - 2001: Il miglio verde
  - 2003: La casa del buio
  - 2004: Autore internazionale dell'anno
  - 2005: La Torre Nera VII
- Edgar Award
  - 2015: Mr. Mercedes
- Horror Guild
  - 1997: Desperation
  - 2001: Riding the Bullet - Passaggio per il nulla
  - 2001: On Writing: Autobiografia di un mestiere
  - 2002: La casa del buio
  - 2003: Buick 8
  - 2003: Tutto è fatidico
- International Horror Guild Awards 1999: La tempesta del secolo
- Locus Awards
  - 1982: Danse macabre
  - 1986: Scheletri
  - 1997: Desperation
  - 1999: Mucchio d'ossa
  - 2001: On Writing: Autobiografia di un mestiere
- Mystery Writers of America 2007: Grand Master Award
- National Book Award 2003: Medal of Distinguished Contribution to American Letters
- National Medal of Arts 2015[53]
- New York Public Library Books for the Teen Age 1982: L'incendiaria
- Premio Bram Stoker
  - 1987: Misery
  - 1990: Quattro dopo mezzanotte
  - 1995: Pranzo al “Gotham Café”
  - 1996: Il miglio verde
  - 1998: Mucchio d'ossa
  - 2000: On Writing: Autobiografia di un mestiere
  - 2002: Premio alla carriera
  - 2006: La storia di Lisey
  - 2008: Duma Key
  - 2008: Al crepuscolo
  - 2010: Notte buia, niente stelle
  - 2011: Herman Wouk è ancora vivo
  - 2013: Doctor Sleep
- Premio Hugo 1982: miglior saggio – Danse macabre
- Premio O. Henry 1996: L'uomo vestito di nero
- Quill Awards 2005: Faithful.
- Spokane Public Library Golden Pen Award 1986: Golden Pen Award
- University of Maine 1980: Alumni Career Award
- Us Magazine 1982: Migliore scrittore dell'anno
- World Fantasy Awards
  - 1980: Convention Award
  - 1982: Il braccio
  - 1995: L'uomo vestito di nero
  - 2004: Lifetime Achievement
- World Horror Convention 1992: World Horror Grandmaster

## Adattamenti cinematografici e televisivi

### Cinema

#### Sceneggiatore e regista
- Brivido (Maximum Overdrive) (1986) - dal racconto Camion.

#### Sceneggiatore
- Creepshow, regia di George A. Romero (1982) - due dei cinque corti che compongono il film basati sui racconti The Crate e Weeds.
- L'occhio del gatto (Cat's Eye), regia di Lewis Teague (1985) - dai racconti Quitters Inc. e Il cornicione (The Ledge), dalla raccolta A volte ritornano (Night Shift).
- Unico indizio la luna piena (Silver Bullet), regia di Daniel Attias (1985) - dal romanzo omonimo.
- Cimitero vivente (Pet Sematary) (1989), regia di Mary Lambert - dal romanzo Pet Sematary.
- I sonnambuli (Stephen King's Sleepwalkers), regia di Mick Garris (1992).
- Cell, regia di Tod Williams (2016).

#### Adattamenti curati da altri sceneggiatori
- Carrie - Lo sguardo di Satana (Carrie), regia di Brian De Palma (1976) - dal romanzo omonimo.
- Shining (The Shining), regia di Stanley Kubrick (1980) - dal romanzo omonimo.
- The Boogeyman - cortometraggio, regia di Jeff Schiro (1982) - dal racconto Il baubau, dalla raccolta A volte ritornano (Night Shift).
- Cujo (Cujo), regia di Lewis Teague (1983) - dal romanzo omonimo.
- La zona morta (The Dead Zone), regia di David Cronenberg (1983) - dal romanzo omonimo.
- Christine - La macchina infernale (Christine), regia di John Carpenter (1983) - dal romanzo omonimo.
- The Woman in the Room - cortometraggio, regia di Frank Darabont (1983) - dal racconto La donna nella stanza, dalla raccolte A volte ritornano (Night Shift).
- I discepoli del corvo (Disciples of the Crow) - cortometraggio, regia di John Woodward (1983).
- Grano rosso sangue (Children of the Corn), regia di Fritz Kiersch (1984) - dal racconto I figli del grano (Children of the Corn), dalla raccolta A volte ritornano (Night Shift)
- Fenomeni paranormali incontrollabili (Firestarter), regia di Mark L. Lester (1984) - dal romanzo omonimo.
- Srazhenie - cortometraggio, regia di Mikhail Titov (1986) - dall'omonimo racconto.
- Stand by Me - Ricordo di un'estate (Stand By Me), regia di Rob Reiner (1986) - dal racconto Il corpo (The Body), da Stagioni diverse (Different Seasons).
- The Lawnmower Man - cortometraggio, regia di James Gonis (1987) - dall'omonimo racconto.
- The Last Rung on the Ladder - cortometraggio, regia di Daniel Thron e Jim Cole (1986) - dall'omonimo racconto.
- Apt Pupil, regia di Alan Bridges (1987) - dall'omonimo racconto, da Stagioni diverse (Different Seasons).
- I vampiri di Salem's Lot (A Return to Salem's Lot), regia di Larry Cohen (1987) - personaggi basati sul romanzo Le notti di Salem ('Salem's Lot).
- Creepshow 2, regia di Michael Gornick (1987) - dal racconto La zattera (The Raft), dalla raccolta Scheletri (Skeleton Crew).
- L'implacabile (The Running Man), regia di Michael Glaser (1987) - dal romanzo L'uomo in fuga (The Running Man) scritto come Richard Bachman.
- I delitti del gatto nero (Tales from the Darkside: The Movie), regia di John Harrison (1990) - dal racconto Cat From Hell.
- La creatura del cimitero (Graveyard Shift), regia di Ralph S. Singleton (1990) - dal racconto Secondo turno di notte (Graveyard Shift) dalla raccolta A volte ritornano (Night Shift).
- Misery non deve morire (Misery), regia di Rob Reiner (1990) - dal romanzo omonimo.
- Grano rosso sangue II - Sacrificio finale (Children of the Corn II: The Last Sacrifice) (1993) - dal racconto I figli del grano (Children of the Corn), dalla raccolta A volte ritornano (Night Shift).
- La metà oscura (The Dark Half), regia di George A. Romero (1993) - dal romanzo omonimo.
- Cose preziose (Needful Things), regia di Fraser Clarke Heston (1993) - dal romanzo omonimo.
- Nightshift Collection - raccolta di cortometraggi, regia di Frank Darabont e Jeff Schiro - dalla raccolta A volte ritornano (Night Shift) (uscita solo in videocassetta).
- Le ali della libertà (The Shawshank Redemption), regia di Frank Darabont (1994) - dal racconto Rita Hayworth e la redenzione di Shawshank (The Shawshank Redemption) in Stagioni diverse (Different Seasons).
- Grano rosso sangue 3 (Children of the Corn III: Urban Harvest), regia di James D. R. Hickox (1995) - dal racconto I figli del grano (Children of the Corn), dalla raccolta A volte ritornano (Night Shift).
- The Mangler - La macchina infernale (The Mangler), regia di Tobe Hooper (1995) - dal racconto Il compressore, dalla raccolta A volte ritornano (Night Shift).
- L'ultima eclissi (Dolores Claiborne) (1995) - dal romanzo Dolores Claiborne, regia di Taylor Hackford.
- A volte ritornano ancora (Sometimes They Come Back... Again), regia di Adam Grossman (1996) - dal racconto A volte ritornano (Sometimes They Come Back).
- Inferno a Grand Island (Children of the Corn IV: The Gathering), regia di Greg Spence (1996) - dal racconto I figli del grano (Children of the Corn).
- L'occhio del male (Thinner), regia di Tom Holland (1996) - dal romanzo omonimo.
- The Man Who Loved Flowers - cortometraggio, regia di Andrew Newman (1996).
- Ghosts - cortometraggio, regia di Stan Winston (1997).
- The Night Flier (1997) - dal racconto Il volatore notturno (The Night Flier), dalla raccolta Incubi & deliri (Nightmares & Dreamscapes).
- Gli adoratori del male (Children of the Corn V: Fields of Terror), regia di Ethan Wiley (1998) - dal racconto I figli del grano (Children of the Corn).
- L'allievo (Apt Pupil), regia di Bryan Singer (1998) - da Stagioni diverse (Different Seasons).
- Stazione Erebus (Sometimes They Come Back... for More), regia di Daniel Zelik Berk (1999) - dal racconto A volte ritornano (Sometimes They Come Back).
- Carrie 2: la furia (The Rage: Carrie 2), regia di Katt Shea (1999) - personaggi basati sul romanzo Carrie.
- Children of the Corn 666: Il ritorno di Isaac (Children of the Corn 666: Isaac's Return), regia di Kari Skogland (1999) - dal racconto I figli del grano (Children of the Corn).
- Il miglio verde (The Green Mile), regia di Frank Darabont (1999) - dal romanzo omonimo.
- Cuori in Atlantide (Hearts in Atlantis), regia di Scott Hicks (2001) - dal racconto Uomini bassi in soprabito giallo (Low Men in Yellow Coats) contenuto nella raccolta Cuori in Atlantide (Hearts in Atlantis).
- Children of the Corn: Revelation, regia di Guy Magar (2001) - dal racconto I figli del grano (Children of the Corn).
- The Dead Zone - serie TV, regia di Robert Lieberman (2002-2007) - da La zona morta.
- L'acchiappasogni (Dreamcatcher), regia di Lawrence Kasdan (2003) - dal romanzo omonimo.
- Secret Window (Secret Window), regia di David Koepp (2004) - da Quattro dopo mezzanotte (Four Past Midnight).
- Riding the Bullet, regia di Mick Garris (2004) - dal racconto omonimo.
- 1408, regia di Mikael Håfström (2007) - dall'omonimo racconto contenuto nella raccolta Tutto è fatidico (Everything's Eventual).
- The Mist, regia di Frank Darabont (2007) - dal racconto La nebbia (The Mist), dalla raccolta Scheletri (Skeleton Crew).
- Dolan's Cadillac, regia di Jeff Beesley (2009) - dall'omonimo racconto La Cadillac di Dolan (Dolan's Cadillac), dalla raccolta Incubi & deliri (Nightmares & Dreamscapes).
- Children of the Corn: Genesis, regia di Joel Soisson (2011) - dal racconto I figli del grano (Children of the Corn).
- Willa, regia di Christopher Birk (2012).
- Lo sguardo di Satana - Carrie (Carrie), regia di Kimberly Peirce (2013) - basato sull'omonimo romanzo e remake del film del 1976.
- A Good Marriage, regia di Peter Askin (2014).
- Big Driver, regia di Mikael Salomon (2014) - dall'omonimo racconto Maxicamionista (Big Driver), dalla raccolta Notte buia, niente stelle (Full Dark, No Stars).
- La torre nera, regia di Nikolaj Arcel (2017) - dall'omonima serie di romanzi de La Torre Nera (The Dark Tower).
- It, regia di Andrés Muschietti (2017) - dall'omonimo romanzo.
- Il gioco di Gerald (Gerald's Game), regia di Mike Flanagan (2017) - dall'omonimo romanzo
- 1922, regia di Zak Hilditch (2017) - dall'omonimo racconto contenuto nella raccolta Notte buia, niente stelle (Full Dark, No Stars)
- Pet Sematary, regia di Kevin Kölsch e Dennis Widmyer (2019).
- It - Capitolo due (It: Chapter Two), regia di Andrés Muschietti (2019).
- Doctor Sleep, regia di Mike Flanagan (2019) dal romanzo omonimo
- Nell'erba alta (In the Tall Grass), regia di Vincenzo Natali (2019)
- Firestarter, regia di Keith Thomas (2022) dal romanzo omonimo.
- Mr. Harrigan's Phone, regia di John Lee Hancock (2022) - dall'omonimo racconto Il telefono del signor Harrigan della raccolta Se scorre il sangue (If It Bleeds).
- The Boogeyman, regia di Rob Savage (2023) - dal racconto Il baubau, della raccolta A volte ritornano (Night Shift).
- Le notti di Salem (Salem's Lot), regia di Gary Dauberman (2024) – dall'omonimo romanzo
- The Life of Chuck, regia di Mike Flanagan (2024) - dal racconto La vita di Chuck della raccolta Se scorre il sangue
- The Monkey, regia di Oz Perkins (2025) - dal racconto La scimmia (The Monkey), dalla raccolta Scheletri (Skeleton Crew)
- The Long Walk (film), regia di Francis Lawrence (2025) - dall'omonimo romanzo
- The Running Man (film 2025), regia di Edgar Wright (2025) - dall'omonimo romanzo

### Televisione

#### Sceneggiatore
- Sorry, Right Number, episodio de Un salto nel buio (Tales from the Darkside).
- Golden Years - miniserie TV, regia di Michael Gornick (1991) - da soggetto e sceneggiatura originali di Stephen King.
- L'ombra dello scorpione (Stephen King's The Stand) - miniserie TV, regia di Mick Garris (1994) - dal romanzo omonimo.
- Stephen King's Shining (Stephen King's The Shining) - miniserie TV, regia di Mick Garris (1997) - dal romanzo omonimo.
- Chinga, episodio di X-Files (The X Files) (1997).
- La tempesta del secolo (Storm of the Century) - miniserie TV, regia di Craig R. Baxley (1999) - dal romanzo omonimo.
- Stephen King's Rose Red - miniserie TV, regia di Craig R. Baxley (2002).
- Kingdom Hospital - serie TV (2004).
- Desperation - film TV, regia di Mick Garris (2006) - dal romanzo omonimo.
- Campi insanguinati (Children of the Corn) - film TV, regia di Donald P. Borchers (2009).
- Heads Will Roll, episodio di Under The Dome (2014).
- The Stand (The Stand) - miniserie TV (2020-2021) - dal romanzo omonimo.

#### Adattamenti curati da altri sceneggiatori
- Le notti di Salem (Salem's Lot) - miniserie TV, regia di Tobe Hooper (1979) - dal romanzo omonimo.
- La nonna (Gramma), episodio de Ai confini della realtà (1985) - dal racconto omonimo.
- The Word Processor of the Gods, episodio de Un salto nel buio (Tales from the Darkside).
- It - miniserie TV, regia di Tommy Lee Wallace (1990) - dal romanzo omonimo.
- The Moving Finger, episodio di Monsters (1988).
- A volte ritornano (Sometimes They Come Back) - film TV, regia di Tom McLoughlin (1991) - dal racconto A volte ritornano (Night Shift).
- The Tommyknockers - Le creature del buio (The Tommyknockers) - miniserie TV, regia di John Power (1993) - dal romanzo omonimo.
- I Langolieri (The Langoliers) (1995) - miniserie TV, regia di Tom Holland - da Quattro dopo mezzanotte.
- I racconti di Quicksilver (Quicksilver Highway) - film TV, regia di Tom McLoughlin (1997).
- The Revelations of 'Becka Paulson, episodio di Oltre i limiti (The Outer Limits) (1997).
- Trucks - Trasporto infernale (Trucks) - film TV, regia di Chris Thomson (1997).
- L'incendiaria (Firestarter 2: Rekindled) - miniserie TV (2002) - dal romanzo omonimo.
- Carrie - film TV, regia di David Carson (2002).
- Il diario di Ellen Rimbauer (The Diary of Ellen Rimbauer) - film TV, regia di Craig R. Baxley (2003).
- Salem's Lot - miniserie TV, regia di Mikael Salomon (2004) - dal romanzo omonimo.
- Incubi e deliri (Nightmares and Dreamscapes: From the Stories of Stephen King) - miniserie TV (2006) - da racconti dalle raccolte Incubi & deliri, A volte ritornano e Tutto è fatidico.
- The Dead Zone - serie TV (2002-2007) - da La zona morta.
- Mucchio d'ossa (Bag of Bones) - miniserie TV, regia di Mick Garris (2011) - dall'omonimo romanzo.
- Haven - serie TV (2010-2015) - dal romanzo Colorado Kid.
- Under The Dome - serie TV (2013-2015) - dal romanzo The Dome.
- Mercy - film TV, regia di Peter Cornwell (2014) - tratto dal racconto La nonna, incluso nella raccolta Scheletri (Skeleton Crew).
- 22.11.63 (11.22.63) – miniserie TV (2016) - dal romanzo 22/11/'63.
- La nebbia (The Mist) - serie TV (2017) - dal racconto La nebbia, incluso nella raccolta Scheletri.
- Mr. Mercedes (Mr. Mercedes) - serie TV (2017-2019) - dall'omonimo racconto.
- Castle Rock (Castle Rock) - serie TV (2018-2019) - da varie storie intrecciate di Stephen King.
- Chapelwaite - serie TV (2021) - tratto dal racconto Jerusalem's Lot, incluso nella raccolta A volte ritornano (Night Shift).
- La storia di Lisey (Lisey’s Story) - miniserie TV (2021), regia di Pablo Larrain dall'omonimo romanzo.

## Filmografia

### Attore
- Knightriders - I cavalieri (Knightriders), 1981.
- Creepshow, 1982.
- Brivido (Maximum Overdrive), 1986.
- Creepshow 2, 1987.
- Cimitero vivente (Pet Sematary), 1989 - cameo.
- Golden Years, 1991.
- I sonnambuli (Stephen King's Sleepwalkers), 1992.
- L'ombra dello scorpione (Stephen King's The Stand), 1994.
- I Langolieri (The Langoliers), regia di Tom Holland, miniserie TV, 1995.
- L'occhio del male (Thinner), 1996.
- Stephen King Shining (Stephen King's The Shining), 1997.
- La tempesta del secolo (Storm of the Century), 1999.
- Frasier (2000) - episodio 8x08 (solo voce).
- I Simpson (2000) - episodio 12x3 (solo voce).
- Monkeybone, 2001.
- Stephen King's Rose Red, 2002.
- Kingdom Hospital, 2004.
- I Griffin - nella parte di se stesso in una delle divagazioni di Peter Griffin e, in una puntata differente, del figlio Stewie.
- Sons of Anarchy - episodio 3x3 "Caregiver" nel ruolo di "cleaner" di scene del crimine.
- Stuck in Love - regia di Josh Boone, 2012 - voce.
- Under the Dome - episodio 2x1 "Sacrificio".
- Mr. Mercedes - episodio 1x6 - cameo.
- It - Capitolo due (It: Chapter Two), regia di Andrés Muschietti, 2019.

## Doppiatori italiani
Nelle versioni in italiano delle opere in cui ha recitato, Stephen King è stato doppiato da:
- Giampaolo Saccarola in Creepshow.
- Giancarlo Prete in Creepshow 2.
- Nino Prester ne I langolieri (ridoppiaggio).
- Pietro Biondi in It - Capitolo due.

Da doppiatore è sostituito da:
- Mimmo Maugeri ne I Simpson.

Nel trailer italiano di Brivido è doppiato da Pino Locchi.